# Den Uyl en de affaire Lockheed
Den Uyl en de affaire Lockheed is een driedelige televisieserie, geschreven door Ger Beukenkamp en Hans Hylkema, geregisseerd door Hans Hylkema en uitgezonden door de VARA tussen 10 en 24 oktober 2010. De serie is een gedramatiseerde bewerking van historische gebeurtenissen omtrent de zogeheten Lockheed-affaire.
De serie ontstond nadat Hylkema Beukenkamp benaderde om een serie te maken over een PvdA-minister te maken. Beukenkamp las daarop de biografie van Joop den Uyl en wist dat de biografie ten eerste te veel inhoud bevatte om volledig te verfilmen en ten tweede dat een groot deel van de biografie niet interessant genoeg zou zijn voor de Nederlandse televisiekijker. Maar een zaak uit het boek greep direct de interesse van Beukenkamp: de Lockheed-affaire.

## Verhaal
In februari 1976 ontstaat een politieke crisis in Nederland wanneer een Lockheed-functionaris wordt verhoord door de Amerikaanse senaat. De Lockheed functionaris zegt dat een hoge functionaris binnen de Nederlandse regering smeergeld heeft aangenomen om ervoor te zorgen dat de Nederlandse Defensie gevechtsvliegtuigen van Lockheed zou aanschaffen. Al vrij snel wordt duidelijk dat het om Bernhard van Lippe Biesterfeld, de man van koningin Juliana gaat. 
Minister-President Joop den Uyl formeert de Commissie van Drie, die als opdracht meekrijgen uit te zoeken of Bernhard zich daadwerkelijk schuldig heeft gemaakt aan het aannemen van steekpenningen. De commissie concludeert dat Bernhard schuldig is, en dus staat Den Uyl, die zelf republikein is, voor een duivels dilemma: de samenleving bijeen houden of Bernhard voor de rechter brengen en dus de monarchie ten gronde brengen. Binnen zijn gezin hebben zijn kinderen een heldere mening: weg met Bernhard en de monarchie en dus Bernhard vervolgen. Wat het er voor Den Uyl niet bepaald gemakkelijker op maakt in zijn zoektocht Bernhard aan te pakken voor de omkoping. En niet alleen zijn kinderen maken het hem moeilijk, ook leden van zijn kabinet. 
Er lijkt een uitweg: Beatrix moet haar moeder opvolgen, waarna Bernhard strafrechtelijk vervolgd kan worden. Beatrix maakt Den Uyl echter duidelijk dat ze haar vader niet het gevang in wil sturen en dus pas aansprak zal maken op de troon zodra de zaak achter de rug is.
Den Uyl staat in dubio. Ondertussen lijken er bepaalde krachten binnen Defensie (prominente vriendjes en relaties van Bernhard) uit te zijn op een staatsgreep als Bernhard voor de rechter zou komen. Er wordt veel machtsvertoon uitgevoerd. Den Uyl beseft dan waar Bernhard het hardst te raken valt: zijn commissariaten en uniformen. Den Uyl legt Bernhard een uniformverbod op en al zijn politieke functies en commissariaten zal hij moeten opgeven. Hiermee raakt hij Bernhard op zijn tere plek. Den Uyl heeft hiervoor gekozen omdat hij vindt (zoals hij zijn dochter uitlegt): "iedereen in Nederland moet kunnen blijven geloven in prinsjes en prinsesjes". Hij wist dat het land veel verder verdeeld zou raken als de monarchie door vervolging van Bernhard zou wegvallen. Ook al had Juliana dat al te graag gewild, dat de monarchie zou afbrokkelen zodat het haar kinderen en de volgende generaties zou worden bespaard. Maar ze gaf ook aan dat ze zelf haar methodes heeft om het Bernhard betaald te zetten...

## Afleveringen
- Een hoge regeringsfunctionaris
- Wie is Victor Baarn?
- Straaljagers over Soestdijk

## Rolverdeling
| Acteur                    | Personage                            |
| ------------------------- | ------------------------------------ |
| Joop Keesmaat             | Joop den Uyl                         |
| Hubert Fermin             | Prins Bernhard van Lippe-Biesterfeld |
| Catherine ten Bruggencate | Koningin Juliana der Nederlanden     |
| Debbie Korper             | Liesbeth den Uyl                     |
| Lucas Dijkema             | Cor Bron                             |
| Tim Murck                 | Rogier den Uyl                       |
| Fockeline Ouwerkerk       | Barbara den Uyl                      |
| Pauline Greidanus         | Marion den Uyl                       |
| Damien Hope               | Xander den Uyl                       |
| Roos van Erkel            | Vriendin van Xander                  |
| Benjamin Murck            | Martijn den Uyl                      |
| Lionel Leeuwin            | Vriend Marion                        |
| Astrid van Eck            | Saskia den Uyl                       |
| Roos Wiltink              | Ariane den Uyl                       |
| David Lucieer             | Steve                                |
| Theo Pont                 | André Donner                         |
| Bert Geurkink             | Henk Vredeling                       |
| Rogier Schippers          | Wim Duisenberg                       |
| Hein van der Heijden      | Dries van Agt                        |
| Hugo Koolschijn           | Wilhelm Friedrich de Gaay Fortman    |
| Hans Ligtvoet             | Hans Gruijters                       |
| Mike Reus                 | Jos van Kemenade                     |
| Chris Tates               | Ruud Lubbers                         |
| Theo de Groot             | Max van der Stoel                    |
| Judy Doorman              | Mariska Iedenburg                    |
| Bill Zielinski            | Roger Smith                          |
| Michael Krass             | John Martin                          |
| Bert Bunschoten           | Fred Meuser                          |
| Genio de Groot            | Advocaat Bernhard                    |
| Kees Schiferli            | Alexis Pantchoulidzev                |
| Roos Ouwehand             | Prinses Beatrix der Nederlanden      |
| Jochum ten Haaf           | Marcel van Dam                       |
| Liesbeth Coops            | Irene Vorrink                        |
| Fred van der Hilst        | Professor Simons                     |
| Reinier Bulder            | Robbie Wijting                       |

## Prijzen en nominaties
| Jaar | Prijs                 | Categorie                 | Persoon                   | Resultaat |
| ---- | --------------------- | ------------------------- | ------------------------- | --------- |
| 2011 | Gouden Notekraker     | Televisie                 | Joop Keesmaat             | Nominatie |
| 2011 | Beeld en Geluid Award | Beste acteur              | Joop Keesmaat             | Winnaar   |
| 2011 | Beeld en Geluid Award | Beste actrice             | Catherine ten Bruggencate | Winnaar   |
| 2013 | Lira Scenarioprijs    | Historisch televisiedrama |                           | Winnaar   |

## Opnamelocaties
- Paleis Soestdijk: Kasteel van Duras, Park 1, Sint Truiden
- Catshuis: Huys ten Donck, Benedenrijweg 461, Ridderkerk
- Huis Familie Den Uyl: Westerduinweg 2, Aerdenhout
- Drakensteyn: Sparrendaal (Driebergen), Hoofdstraat 89, Driebergen
- Ministerie van Algemene Zaken: Stadhuis van Rotterdam, Coolsingel 40, Rotterdam
- Krakersrel: Dwars Spinhuissteeg/Spinhuissteeg, Amsterdam